# Несвята трійця (фільм, 1925)
Несвята трійця (англ. The Unholy Three) — американська кримінальна мелодрама режисера Тода Браунінга 1925 року.

## Сюжет
Троє напарників-шахраїв — карлик Верть, силач Геркулес, і черевомовець Еко промишляють тим, що показують циркові номери. В цей час їх спільниця Розі займається чищенням кишень роззяв-глядачів. З волі випадку компанії доводиться піти в підпілля, але їх справи набувають все більше темних кольорів. Ватажок зграї Еко під видом милої старенької і під прикриттям нічого не підозрюючого простака Гектора МакДональда займається продажем папуг, що перестають говорити відразу після продажу. Ночами компанія провідує будинки нещасливих покупців в пошуках наживи.
Але одного разу непослух Вертя і Геркулеса призводять до трагедії. Може постраждати ні в чому невинний Гектор, якого Розі встигла полюбити. Природно, більше нічого спільного з злочинною трійцею вона мати не хоче, а думає тільки про те, як врятувати Гектора. Але не все так просто…

## У ролях
- Лон Чейні — черевомовець Еко
- Мей Буш — Розі O'Грейді
- Метт Мур — Гектор МакДональд
- Віктор МакЛаглен — Геркулес
- Гаррі Ерлс — Твідлді
- Меттью Бетц — Ріган
- Едвард Коннеллі — суддя
- Вільям Хамфрі — адвокат
- Е. Елін Воррен — прокурор

## Цікаві факти
- Під час сцени, коли Еко та компанія тікають із зоомагазину, Еко вирішує взяти з собою домашню мавпу. "Мавпа" насправді була шимпанзе висотою у три фути, яку змушували виглядати гігантською за допомогою фокуса камери та будовами меншим масштабом. Коли Еко виймає мавпу з клітки, на знімку видно, як Еко (повернувшись спиною до камери) відмикає клітку і проводжає мавпу до вантажівки. Мавпа, схоже, приблизно такого ж розміру, що і Еко. Цей ефект був досягнутий завдяки тому, що актор-карлик Гаррі Ерлс (який зіграв у фільмі Твідлді) зіграв "Еко" для цих коротких кадрів.
- Готуючись до ролі, Лон Чейні згадав злодія, якого зустрів, коли подорожував у молодості. Він запозичив ставлення та манерність чоловіка.
- В оригінальному романі Тода Роббінса, Твідліді є лідером Несвятої Трійки замість Еко.
- Дебютний фільм Гаррі Ерлса.
- Фільм був перероблений із звуковими діалогами "Несвята трійця" (1930), також у головних ролях були Лон Чейні та Гаррі Ерлс. Це був перший звуковий рімейк.
- Була сцена, в якій Твідліді вбиває маленьку дитину під час пограбування. Тод Браунінг вирізав сцену з остаточної версії, побоюючись, що це буде занадто жорстоко.[1]